# Frank Gailey
Francis Gailey, detto Frank (Brisbane, 21 gennaio 1882 – Garden Grove, 10 luglio 1972), è stato un nuotatore statunitense.

## Carriera
Partecipò alle gare di nuoto della III Olimpiade di St. Louis del 1904 e vinse quattro medaglie di cui tre d'argento. Arrivò secondo nella gara delle 220 iarde stile libero, nuotando in 2'46"0, battuto solo per meno di due secondi da Charlie Daniels. Si piazzò secondo anche nelle 440 iarde stile libero, fermando il cronometro a 6'22"0, dietro ancora a Daniels, e nelle 880 iarde stile libero, sconfitto in questa disciplina dal tedesco Emil Rausch, in 13'23"4.
Vinse la medaglia di bronzo nella gara di 1 miglio stile libero, nuotando in 28'54"0, preceduto sempre da Rausch e dall'ungherese Géza Kiss.
Benché nato in Australia e naturalizzato statunitense solo nel 1906, le sue quattro medaglie sono ufficialmente e tuttora attribuite agli Stati Uniti.